# Rohel (De Fryske Marren)
Pour les articles homonymes, voir Rohel.
Rohel (en frison : Reahel) est un village de la commune néerlandaise de De Fryske Marren, situé dans la province de Frise.

## Géographie
Rohel est situé sur la rive nord-est du Tsjûkemar.

## Histoire
Rohel est un village de la commune de Skarsterlân avant le 1er janvier 2014, date à laquelle celle-ci fusionne avec Gaasterlân-Sleat et Lemsterland pour former la nouvelle commune de De Friese Meren, devenue De Fryske Marren en 2015.

## Démographie
Le 1er janvier 2018, le village comptait 260 habitants.